# Міхал Вінярський
Міхал Єжи Вінярський (пол. Michał Jerzy Winiarski; нар. 28 вересня 1983, Бидгощ) — польський волейбольний тренер, колишній волейболіст, гравець національної збірної Польщі, капітан чемпіонів світу-2014.

## Життєпис
Міхал Єжи Вінярський народжений 28 вересня 1983 року в Бидгощі.
Протягом своєї ігрової кар'єри виступав за польські клуби «Хемік» (Бидгощ, BKS Chemik Bydgoszcz, 2000—2001), СМС ПЗПС Спала (SMS PZPS Spała, 2001—2002), «Памаполь Домекс АЗС Ченстохова» (Pamapol Domex AZS Częstochowa, 2002—2005), «Скра» (Белхатів, 2005—2006, 2009—2013, 2014—2017), італійський «Ітас Діатек» (Тренто, 2006—2009), «Факел» (Новий Уренгой, 2013—2014).
На початку червня 2022 року ЗМІ повідомили, що він очолив клуб Плюс Ліги «Алюрон Сі-Ем-Сі Варта Заверці».
Має сина Олівера (нар. 2006), теж волейболіста (амплуа — пасувальник), який 24 березня 2024 року дебютував у Плюс Лізі в матчі, у якому «Алюрон Варта» здолала белхатівську «Скру» 3:1.

## Досягнення

### Гравець
У збірній
- чемпіон світу-2014, капітан збірної[8]

У клубах
- переможець Ліги чемпіонів ЄКВ 2009
- переможець першостей Польщі 2006, 2010, 2011
- чемпіон Італії 2008[9]
- володар Кубка Польщі (2006, 2011, 2012, 2016)

### Тренер
- володар Кубка Польщі 2024[10],
- бронзовий призер Кубка Польщі 2023.